# ناحية مركز شهبا
ناحية مركز شهبا إحدى نواحي سوريا تتبع إداريّاً لمحافظة السويداء منطقة شهبا ومركزها بلدة شهبا، بلغ تعداد سكان الناحية 31,657 نسمة حسب التعداد السكاني لعام 2004.

## مدن وبلدات وقرى ناحية مركز شهبا
عمرة، بريكة، مجادل، مردك، المتونة، نمرة، صلاخد، شهبا، السويمرة، تيما، أم ضبيب، أم الزيتون.